# 阿曼多·卡爾德龍·索爾
阿曼多·卡爾德龍·索爾（西班牙語：Armando Calderón Sol，1948年6月24日—2017年10月9日），从1994年到1999年之間擔任萨尔瓦多总统。
卡爾德龍律师出身，民族主义共和联盟创始人之一。1985年当选为国民议会议员，后成为国会反对党领袖。不久当选为民族主义共和联盟主席。1988年３月起出任首都圣萨尔瓦多市市长。1994年4月24日在大选中获胜，当选为萨尔瓦多总统。
| 前任： 阿尔弗雷多·克里斯蒂亚尼 | 萨尔瓦多总统 1994年—1999年 | 繼任： 弗朗西斯科·弗洛雷斯 |